# Sandiarto
Sandiarto Liauw (* 26. November 1973) ist ein ehemaliger indonesischer Weltklasse-Badmintonspieler, der später nach Kanada übersiedelte und dort auch im zweiten Jahrzehnt des neuen Jahrtausends noch als Spieler und Trainer aktiv war.

## Sportliche Karriere
Sandiarto gewann 1994, 1995 und 1997 bei der Badminton-Asienmeisterschaft jeweils Bronze im Mixed. Die ersten beiden Medaillen holte er mit Sri Untari, die dritte mit Finarsih. 1996 startete er mit Minarti Timur beim Badminton World Cup und gewann diesen. Im gleichen Jahr war er mit Vera Octavia bei den Brunei Open erfolgreich. Ein Jahr später gewann er mit Finarsih die Chinese Taipei Open.